# ميخيل بيارنادسكي
ميخيل بيارنادسكي (بالروسية: Бернадский, Михаил Адамович)‏ (مواليد 10 يناير 1977) هو ملاكم بيلاروسي، مثّل بلاده في الألعاب الأولمبية الصيفية 2004.

## روابط خارجية
ميخيل بيارنادسكي على موقع بوكس ريك (الإنجليزية) (registration required)
- ميخيل بيارنادسكي على موقع أوليمبيديا (الإنجليزية)